# LFP Manager 12
LFP Manager 12 (FIFA Manager 12) est la version 2012 de la série de gestion sportive LFP Manager de EA Sports et la suite directe de LFP Manager 11, c'est également le 11e jeu de la franchise. LFP Manager 12 a été développé par Bright Future puis édité et publié par EA Sports.

## Accueil
- Jeuxvideo.com : 14/20[1]